# Krasnaja Gorka (Kaliningrad, Tschernjachowsk)
Krasnaja Gorka (russisch Красная Горка, deutsch Nettienen, litauisch Netynai) ist ein Ort in der russischen Oblast Kaliningrad. Er gehört zur kommunalen Selbstverwaltungseinheit Stadtkreis Tschernjachowsk im Rajon Tschernjachowsk.

## Geographische Lage
Krasnaja Gorka liegt am Nordufer des Pregel (russisch: Pregolja), drei Kilometer nordwestlich der Stadt Tschernjachowsk (Insterburg). Durch den Ort führt die Kommunalstraße 27K-175 von Majowka (Georgenburg) an der Regionalstraße 27A-009 (ex A197) nach Dowatorowka (Zwion). Die nächste Bahnstation ist Tschernjachowsk. Bis 1945 bestand Bahnanschluss über Georgenburg (Majowka) an die Kleinbahnstrecke Bahnstrecke Insterburg-Groß Skaisgirren (1938–1946: Kreuzingen) (Tschernjachowsk–Bolschakowo), die von den Insterburger Kleinbahnen betrieben wurde.

## Geschichte
Das kleine ostpreußische Gutsdorf Nettienen erfuhr als Lethowis im Jahre 1273 seine erste urkundliche Erwähnung. Im Jahre 1874 wurde der Ort in den neu errichteten Amtsbezirk Georgenburg (heute russisch: Majowka) im Kreis Insterburg und Regierungsbezirk Gumbinnen der preußischen Provinz Ostpreußen eingegliedert. Im Jahre 1910 wurden in Nettienen 210 Einwohner gezählt. Am 30. September 1928 verlor der Gutsbezirk Nettienen seine Selbständigkeit und ging als Ortsteil in der Landgemeinde Leipeningken, die danach in „Georgental“ umbenannt wurde, auf.
Im Jahre 1945 kam Nettienen mit dem nördlichen Ostpreußen zur Sowjetunion. 1947 erhielt der Ort die russische Bezeichnung Krasnaja Gorka und wurde gleichzeitig dem Dorfsowjet Gremjatschski selski Sowet im Rajon Tschernjachowsk zugeordnet. Seit 1954 gehörte Krasnaja Gorka zum Majowski selski sowjet. 1997 kam der Ort zum Dorfbezirk Kamenski selski okrug. Von 2008 bis 2015 gehörte Krasnaja Gorka zur Landgemeinde Kamenskoje selskoje posselenije und seither zum Stadtkreis Tschernjachowsk.

## Kirche
Nettienen bzw. Krasnaja Gorka war und ist kein Kirchdorf. Bis 1945 war die mehrheitlich evangelische Einwohnerschaft Nettienens in das Kirchspiel der Kirche Georgenburg (heute russisch: Majowka) eingepfarrt. Es lag im Kirchenkreis Insterburg in der Kirchenprovinz Ostpreußen der Kirche der Altpreußischen Union.
Heute liegt Krasnaja Gorka im Einzugsbereich der in den 1990er Jahren neu entstandenen evangelisch-lutherischen Pfarrgemeinde in Tschernjachowsk (Insterburg), die zugleich Pfarrsitz der Kirchenregion Tschernjachowsk ist und zur Propstei Kaliningrad der Evangelisch-lutherischen Kirche Europäisches Russland gehört.

## Bismarckturm

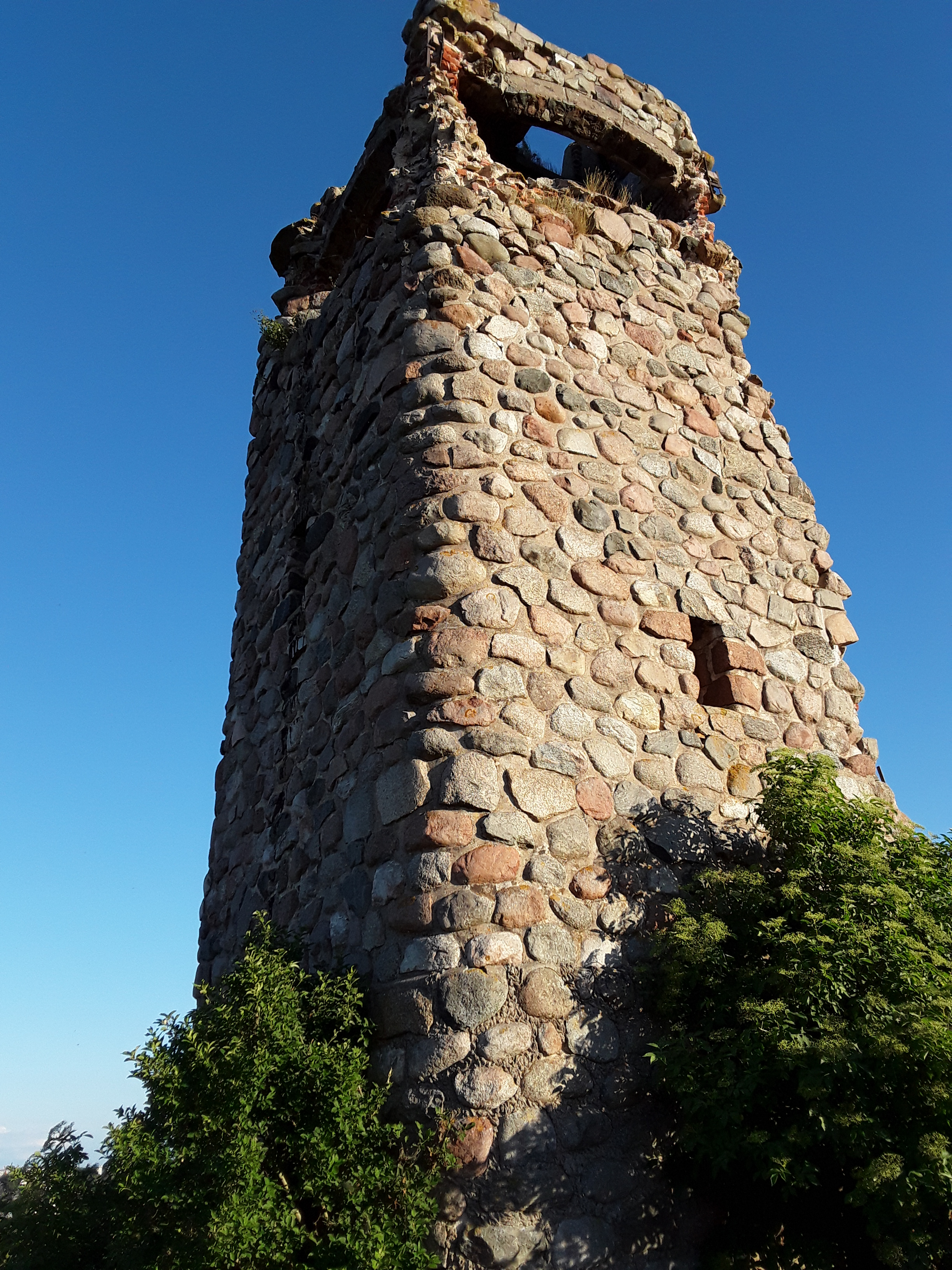
Bismarckturm wenige Tage vor seinem Einsturz (2018)

Der heute noch in Krasnaja Gorka als Ruine zu sehende Bismarckturm (russisch Башня Бисмарка - Baschnja Bismarka) stammt aus dem Jahre 1913 und wurde aus Findlingen und Ziegelsteinen errichtet. In quadratischer Grundform von sechs Metern mal sechs Metern erhebt sich der Turm in eine Höhe von 15 Meter. Sein Standort ist ein 33 Meter hoher Hügel. Der obere Teil des Turmes stürzte im Juli 2018 ein.

## Söhne des Ortes
- William von Simpson (* 1881, † 1945 in Scharbeutz), Schriftsteller (Die Barrings). Als Geburtsort wird jedoch auch das benachbarte Georgenburg angegeben.